# Voghji
Pour l’article homonyme, voir Voghji (rivière).
Voghji (en arménien Ողջի) est une communauté rurale du marz de Shirak en Arménie. En 2008, elle compte 579 habitants.